# Ejnar Pettersson
Nils Ejnar Pettersson, född 19 juni 1885 i Söderhamn, död 31 mars 1969 i Falkenberg, var en svensk frälsningsofficer.
Ejnar Pettersson var son till mältaren Johan Anton Pettersson. Efter folkskola och självstudier ägnade han sig åt smedsyrket och utexaminerades som hovslagare vid Veterinärinstitutet i Stockholm 1906. Efter genomgången kurs vid Tekniska skolan 1910 anställdes han följande år som ritare på Nordiska kompaniets ritkontor för belysningsarmatur. Petterson, som under uppväxttiden inte hade haft större religiösa intressen, närmade sig efter 1905 Svenska Frälsningsarmén, främst på grund av dess ekumeniska inställning, fria verksamhetsformer och betonande av kristendomens sociala innehåll. Han verkade som kårofficer vid kårerna i Sundsvall, Norrköping och Göteborg 1911-1917 samt inträdde 1917 i Högkvarteret i Stockholm, där han anförtrotts skiftande uppdrag av såväl andlig som administrativ och ekonomisk natur. 1943 valdes han till överste och ledare för Frälsningsarmén.